# Дженнифер Лув
Дженнифер Лув (англ. Jennifer Luv), настоящее имя Паола Чавес (англ. Paola Chavez), (исп. Paola Chávez); 10 октября 1983, Лима, Перу — перуанская порноактриса и модель.

## Биография
Дженнифер Лув пришла в порноиндустрию в 2001 году, когда ей исполнилось 19 лет, сразу после своего переезда из перуанской столицы Лимы в американский город Сан-Диего, расположенный в штате Калифорния. Принципиально отклоняла все поступающие ей предложения сниматься в жестком порно — например, в сценах с анальным сексом и гэнг-бэнг.
За всю свою карьеру порноактрисы, Дженнифер Лув была трижды номинирована на престижную кинопремию американского журнала AVN (её ещё неофициально называют «Оскаром» для порнофильмов), причём все 3 раза — в сольных, персональных номинациях (в 2005 году — лучшей дебютантке, а в 2006 году — две номинации лучшей актрисе второго плана).
У Дженнифер есть пирсинг на носу и пупке.
В 2012 году, когда ей исполнилось 28 лет, Дженнифер покинула порноиндустрию. По данным на 2020 год, Дженнифер Лув снялась в 232 порнофильмах.

## Награды и номинации
| Год  | Церемония  | Результат | Номинация                            | Работа         |
| ---- | ---------- | --------- | ------------------------------------ | -------------- |
| 2005 | AVN Awards | Номинация | Лучшая новая старлетка               | н/д            |
| 2006 | AVN Award  | Номинация | Лучшая актриса второго плана — фильм | Scorpio Rising |
| 2006 | AVN Award  | Номинация | Лучшая актриса второго плана — видео | Taboo 21       |